# Bordeaux fête le vin
 (juin 2012).
Bordeaux Fête le Vin (appelée la « Fête du Vin » par les Bordelais) est un événement festif qui se déroule chaque année, dans le centre de la ville de Bordeaux, le long des quais de la Garonne. Organisé par l'Office de tourisme de Bordeaux métropole, le festival s'étend sur quatre jours. Il a lieu à la fin du mois de juin, au début de l'été. La première édition a eu lieu en 1998.
Au cours de l'événement, des pavillons permettent de déguster divers vins des appellations du Bordelais et de Nouvelle-Aquitaine, ainsi que des spécialités régionales : magrets et foies gras du Périgord, fromage ossau-iraty, huîtres du bassin d'Arcachon, etc.
Ce temps fort bordelais invite également chaque année des grands voiliers historiques tels que le Belem ou le Santa Maria Manuela.

## Éditions

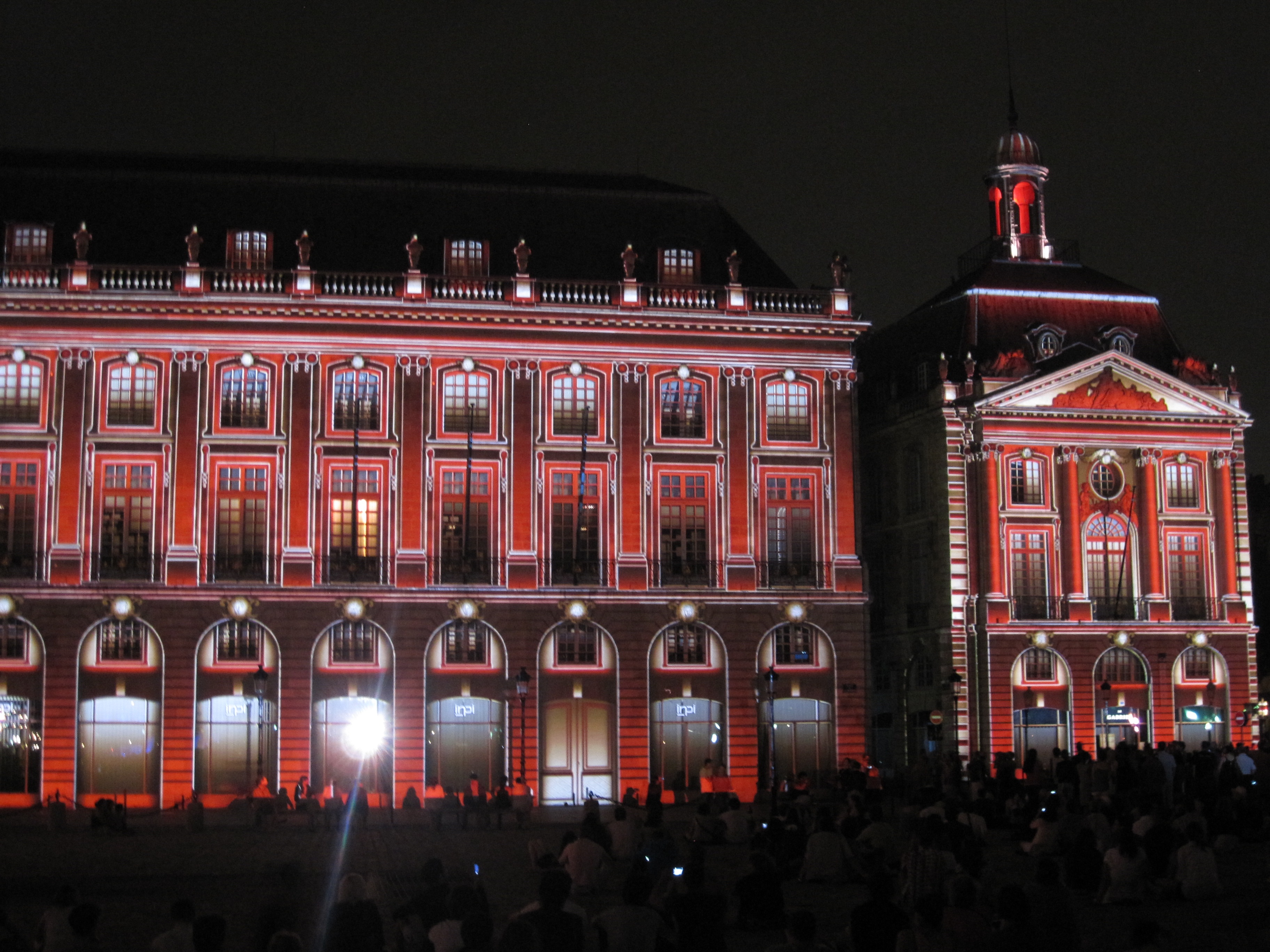
Spectacle son et lumière, place de la Bourse.

### 2024
L’édition 2024 de Bordeaux Fête le Vin a eu lieu du 27 au 30 juin 2024. Liverpool est la ville invitée d'honneur.
Après son succès en 2023, le ballet de drones fait son grand retour les vendredi 28 et samedi 29 juin en soirée.
Les Grands voiliers invités cette année sont : Le Belem, le Français, le Morgenster et le Mutin.

### 2023
L’édition 2023 a eu lieu du 22 au 25 juin et en avant-première dans toute la métropole du 15 au 18 juin. Plusieurs grands voiliers se sont de nouveau amarrés le long des quais de la Garonne. En parallèle des dégustations, les festivaliers ont pu profiter de nombreux concerts et animations.
En 2023, le feu d'artifice a été remplacé par un spectacle de drones dédié au monde du vin. Ce show unique a été créé par l'entreprise Dronisos.

### 2022
L’édition 2022 a eu lieu du 23 au 26 juin, et a accueilli trois grands voiliers : Le Belem, le Thalassa et le Nao Victoria, réplique du Victoria, premier navire à avoir accompli le tour du monde.

### 2021
Du 17 au 21 juin, Bordeaux Fête le Vin a célébré le vin de Bordeaux et de Nouvelle-Aquitaine chez les restaurateurs et cavistes de la métropole en raison de la crise sanitaire. Des voiliers ont fait escales à Bordeaux et des concerts ont été organisés.
L’exposition « le Chat » de Philippe Geluck initialement prévue en 2020 s’est installée sur les quais pendant trois mois.

### 2020
La pandémie de Covid-19 rend impossible la tenue de l'événement en 2020. Il est donc repoussé l'année suivante, sous un format adapté à la crise sanitaire.

### 2018
L'édition 2018 a eu lieu du 14 au 18 juin en recevant une étape de la Three Festivals Tall Ship's Regatta 2018 sur les quais de la Garonne et un rassemblement de grands voiliers traditionnels. Cette édition a réuni plus de 400 000 personnes.

### 2016
L'édition 2016 a eu lieu du 23 au 26 juin.

### 2014
L'édition 2014 a eu lieu du 26 au 29 juin.
Cette année, Los Angeles et Bordeaux célèbrent le cinquantième anniversaire de leur jumelage. La ville californienne fut l'invitée d'honneur.

### 2012
L'édition 2012 a eu lieu du 28 juin au 1er juillet. Pour la première fois, Bordeaux a accueilli dans le cadre de cette édition le « Festival international d'art pyrotechnique de Bordeaux ». Chaque soir, une firme représentant une nation s'est produite en spectacle. Les spectacles pyrotechniques sont tirés depuis des barges sur la Garonne.
Les nations représentées durant le festival étaient les États-Unis, l'Australie, l'Espagne et la France (hors concours).

### 2010
Cette édition a eu lieu du 24 au 27 juin 2010 et a accueilli plus de 500 000 visiteurs.

### 2008
L'édition a eu lieu du 26 au 29 juin 2008.
Pour fêter le dixième anniversaire de la création de cette manifestation, l'inscription de la façade des quais au patrimoine mondial de l’UNESCO et pour soutenir la candidature de Bordeaux Capitale de la Culture en 2013, 4 spectacles pyrotechniques représentant chacun une saison seront organisés. La bande-son est diffusée sur France Bleu Gironde.

### 2006
L'édition a eu lieu du 29 juin au 2 juillet 2006.
La manifestation a accueilli près de 300 000 visiteurs venus de tous les départements français et d’une vingtaine de pays. Plus de 2 000 amateurs ont fréquenté les ateliers de l’École du Vin[réf. nécessaire].